# Друзі назавжди (фільм, 2019)
Друзі назавжди — американський драматичний фільм 2019 року. Режисер Габріела Каупертвейт; сценарист Бред Інгелсбі. Продюсери Б. Тед Дейкер й Ребекка Фойєр. Світова прем'єра відбулася 6 вересня 2019 року; прем'єра в Україні — 11 березня 2021-го.

## Зміст
Сюжетна лінія заснована на реальних подіях. Історія про Метта, його дружину Ніколь і їхніх двох донечок.
Життя родини докорінно змінює невиліковна хвороба Ніколь. Тепер, коли Метту стає чимдалі важче бути водночас і опікуном, й батьком, найкращий друг подружжя, Дейн, пропонує свою допомогу. Він переїздить до них, щоб підтримувати друзів до останнього.

## Знімались
- Джейсон Сіґел — Дейн
- Ізабелла Райс — Моллі
- Вайолет Макгроу — Еві
- Кейсі Аффлек — Метт
- Дакота Джонсон — Ніколь
- Гвендолін Крісті — Тереза
- Дене Бентон — Шарлотт
- Джейк Оуен — Аарон
- Меріел Скотт — Кет
- Ана О'Райлі — Гейл
- Джасінт Бланкеншип — Жанетт
- Азіта Ганізада — Елізабет
- Рід Даймонд — Пітер